# Lyle et Erik Menéndez
Joseph Lyle Menendez (né le 10 janvier 1968 à New York) et Erik Galen Menendez (né le 27 novembre 1970 à Blackwood) sont deux frères américains connus pour le double assassinat de leurs parents, José et Mary Louise dite « Kitty » Menendez, par armes à feu le 20 août 1989.
À l'issue de deux procès très médiatisés, qui opposent les aveux du « crime parfait » à leur psychologue et une défense justifiant le crime par les viols commis par leur père à leur encontre, Erik et Lyle Menendez sont condamnés à l'emprisonnement à perpétuité sans libération conditionnelle en 1996.
À la suite du succès de la série Monstres : L'histoire de Lyle et Erik Menéndez sur Netflix en septembre 2024, le procureur George Gascón annonce en octobre 2024 avoir fait une demande pour réexaminer la condamnation des deux frères.

## Le contexte
José Enrique Menendez est né le 6 mai 1944 à La Havane. A l'âge de 16 ans, il est envoyé aux États-Unis par ses parents pour échapper au régime socialiste de Fidel Castro. Issu d'une famille cubaine d'ascendance espagnole richissime, et fils de vedettes sportives, José s'illustre à son tour sportivement, et obtient une bourse d'études à l'université du Sud de l'Illinois à Carbondale en natation, où il rencontre Mary Louise « Kitty » Andersen (née le 14 octobre 1941), issue d'une famille américaine d'ascendance scandinave de classe moyenne, et élue reine de beauté de l'Illinois en 1962. Il abandonne finalement sa carrière sportive pour épouser Kitty en 1963, et s'installer à New York avec elle et intégrer le Queens College, dont il ressort diplômé en comptabilité.
En 1968, ils accueillent leur premier enfant, Joseph Lyle. Après sa naissance, Kitty met un terme à sa carrière de professeure, puis la famille quitte New York pour s'installer dans le New Jersey, où ils accueillent leur deuxième enfant, Erik Galen, en 1970. Les deux enfants sont scolarisés à l'école privée Princeton Day School, et grandissent dans un milieu aisé. La famille déménage souvent et vit entre Monsey, Hopewell Township, Princeton et Pennington,.
Dans les années 1980, José est le patron de la société Hertz, puis de la maison de disques RCA Records. Lorsqu'il est élu directeur général d'Artisan Entertainment, la famille s'installe à Calabasas, un quartier de Los Angeles, en 1986. Il contribue également au redressement d'International Video Entertainment, un distributeur de vidéos. Erik est alors scolarisé au lycée Calabasas High School.
Poussés par leur père, Lyle et Erik deviennent d'excellents joueurs de tennis et de football. En 1988, les Menendez se font remarquer pour les frasques des deux fils, impliqués dans un cambriolage et un vol qualifié. La famille déménage alors à Beverly Hills dans une maison de luxe de style espagnol, autrefois louée par Elton John et Prince, avec piscine et terrain de tennis. José engage l'avocat Gerald Chaleff pour défendre son fils Erik, alors mineur, scolarisé par la suite à la Beverly Hills High School. Il obtient des notes très moyennes, mais développe un talent inouï pour le tennis. Deux semaines après le double meurtre de José et Kitty, Erik et son ami Michael Joyce ont participé au championnat national de tennis junior pour garçons au Michigan. Lyle, de son côté, continue ses études à l'université de Princeton, bien qu'il ait été suspendu un semestre pour avoir triché en psychologie.

## Enquête policière

### Double meurtre et alibi
Le 18 août 1989, Lyle, âgé de 21 ans, et Erik, âgé de 18 ans, se rendent dans plusieurs magasins d'armes à feu en Californie du Sud, pour acheter deux armes de poing. Cependant, en raison de problèmes avec le permis de conduire californien de Lyle, et d'une période d'attente de deux semaines imposée par les lois sur les armes à feu, les deux frères décident finalement d'acheter deux fusils à pompe Mossberg calibre 12 dans un magasin à San Diego, où Erik a utilisé le permis de conduire de Donovan Goodreau, un ami de Lyle.
Dans la soirée du dimanche 20 août 1989, José Menendez, âgé de 45 ans, et Kitty Menendez, âgée de 47 ans, regardent la télévision dans le salon de leur villa au 722 North Elm Drive à Beverly Hills, lorsque Lyle et Erik entrent dans la pièce et commencent à tirer à plusieurs reprises sur eux. José reçoit six balles, dont le coup fatal est la balle tirée à bout portant à l'arrière de la tête. Kitty est visée par dix balles, dont quatre dans la tête qui la défigurent complètement. Avant de recevoir le coup fatal dans la joue, Kitty rampe au sol, essayant de s'enfuir. Lyle court jusqu'à sa voiture, où Erik lui donne d'autres munitions, afin qu'il puisse asséner le coup fatal.
Tout de suite après le double meurtre, Lyle et Erik ramassent toutes les douilles, puis restent sur place durant plusieurs minutes, s'attendant à ce que la police débarque, en raison du son des coups de feu. Ils décident ensuite de se changer, car leurs vêtements sont tachés de sang, puis cachent les deux fusils à pompe quelque part sur le bas-côté de Mulholland Drive. Entre temps, ils se rendent au cinéma et tentent d'acheter deux billets pour le film Batman, afin d'avoir un alibi, mais ils abandonnent l'idée car l'heure est inscrite automatiquement sur les billets. Ils se rendent alors au festival "Taste of L.A." au Santa Monica Civic Auditorium. Lorsqu'ils retournent à la villa de leurs parents, ils constatent que la police n'est toujours pas sur place. Lyle appelle alors le 911, en affirmant avoir trouvé les corps sans vie de ses parents. Lorsque la police se rend sur place, les policiers ne vérifient pas s’il reste des résidus de poudre sur les mains des deux frères.

### Déroulement de l'enquête et arrestation
Les enquêteurs pensent, dans un premier temps, qu'il s'agit d'un crime organisé puisque les assaillants ont également tiré dans les genoux des victimes et José Menendez n'était pas très apprécié, il avait des contacts louches. Les armes à feu qui ont servi à tuer José et Kitty Menendez n'ont jamais été retrouvées. Les policiers et la PTS, présents sur les lieux du crime, décrivent la scène comme étant « la plus violente » à laquelle ils aient jamais assisté, en raison de la grande quantité de sang et morceaux de cerveaux éparpillés un peu partout, jusqu'au plafond.
Dans les mois suivant les meurtres de José et Kitty Menendez, les deux frères Lyle et Erik Menendez dépensent une fortune, comprenant l'achat d'une Porsche 911, le recrutement d'un entraîneur personnel de tennis, l’achat de vêtements de luxe, d'une montre Rolex et d'un restaurant. Ils quittent ensuite la villa de leurs parents pour emménager dans un lotissement près de Marina Del Rey, puis s'offrent des séjours luxueux aux Caraïbes et à Londres. Ils dépensent au total une somme s'élevant à 700 000 $, ce qui éveille les soupçons des policiers. Le contrat de travail de José Menendez comprenait, outre son salaire annuel de 500 000 $ avant primes, la prise en charge de deux polices d'assurance vie d'une valeur de quinze millions de dollars au bénéfice de Live Entertainment et de cinq millions pour les héritiers du cadre. Deux jours après le double meurtre, les deux frères et deux oncles apprennent de l’entreprise que le contrat d'assurance vie, dont les fils sont bénéficiaires, est nul car le père de famille n'a jamais effectué l’examen médical exigé.
Craig Cignarelli, le meilleur ami d'Erik, dévoile aux enquêteurs qu'Erik lui a avoué avoir assassiné ses parents douze jours après les faits. Il leur révèle également avoir co-écrit un scénario de 66 pages avec Erik, intitulé Friends et racontant l'histoire d'un jeune homme qui assassine ses parents riches pour hériter d’eux. Afin d'obtenir des aveux, les policiers équipent Craig Cignarelli d'un micro lors d'un déjeuner avec Erik. Cependant, lorsque Craig Cignarelli demande à Erik s'il a réellement assassiné ses parents, Erik revient sur ses propos et nie tout en bloc.
Rongé par la culpabilité, Erik finit par tout relater à son psychothérapeute Jerome Oziel, qui en fait à son tour parle à sa maîtresse Judalon Smyth. Le Dr Oziel commence alors à enregistrer toutes ses séances avec les frères Menendez. Il met les enregistrements en lieu sûr pour se protéger d’éventuels projets meurtriers des deux frères à son encontre. Lorsqu'il met un terme à sa liaison extraconjugale avec Judalon Smyth, celle-ci révèle aux policiers que Jerome Oziel est en possession d'enregistrements compromettants concernant le double meurtre de José et Kitty Menendez. Lyle est appréhendé le 8 mars 1990 devant la villa de José et Kitty Menendez à Beverly Hills, tandis qu'Erik est arrêté à l'aéroport international de Los Angeles le 11 mars 1990 lors de son retour de voyage en Israël. Les deux frères sont incarcérés séparément à la prison de Los Angeles.
Dans un premier temps, les deux frères nient leur implication dans le double meurtre de leurs parents. Cependant, en mai 1990, soit deux mois après leur arrestation, Lyle écrit une lettre de 17 pages à son frère dans laquelle il exprime ses regrets sur leurs actes criminels. Alors que les policiers les soupçonnent de vouloir s'échapper de prison, ils fouillent les cellules, et trouvent la lettre de Lyle. Ils s'en servent alors comme preuve qui confirme leur culpabilité dans le double meurtre de leurs parents. Peu après, les policiers reviennent sur leurs soupçons, et affirment que les deux frères n'ont jamais tenté de s'échapper de prison.
En août 1990, bien que le Dr Oziel soit soumis au secret professionnel, le juge James Albrecht estime que les enregistrements des séances entre les frères Menendez et le psychothérapeute représentent des aveux, puisque le psychothérapeute accuse Lyle de l'avoir menacé. En août 1992, la Cour suprême de Californie juge que la majorité des enregistrements représente bel et bien des preuves accablantes contre les frères Menendez, sauf l'enregistrement dans lequel Erik décrit en détail le déroulement des deux meurtres par respect du secret professionnel. La Cour accuse les deux frères d'avoir assassiné leurs parents pour des raisons financières et envisage la peine de mort.

## Déroulement du procès pénal

### Premier procès (1993-1994)
Les frères Menendez fascinent tout le pays lorsque la nouvelle chaîne Court TV diffuse le procès en juillet 1993. Erik est dėfendu par l’avocate Leslie Abramson et Lyle par sa consœur Jill Lansing. Le mobile du crime est au cœur des débats. Les deux frères justifient le double meurtre par des abus physiques, psychologiques et sexuels subis de leurs parents depuis l'âge de six ans ; leur père est dépeint comme cruel, narcissique, perfectionniste et pédophile, tandis que leur mère est dépeinte comme une femme autoritaire, égoïste, instable et dépendante à l'alcool et à la drogue, qui connaissait les activités pédophiles de son mari. La défense ne rassemble pas moins d'une cinquantaine de témoignages qui confirment les accusations des frères Menendez à l'égard de leurs parents. Durant le procès, Erik dévoile qu'il a révélé à son frère être victime d'abus sexuels de leur père depuis plus de douze ans, quelques semaines avant le double meurtre. Lyle a donc tenté de protéger son frère en confrontant José à ses actes, mais le père de famille a menacé de mort ses deux fils, s'ils ne préservaient pas ce secret. Se disant terrifiés à l'idée d'être assassinés par leurs parents, Lyle et Erik justifient ainsi d’avoir ourdi le double meurtre. Ils défendent par l’intermédiaire de leurs avocats la thèse de la légitime défense.
Malgré les témoignages qui corroborent les accusations des frères Menendez, les procureurs évoquent des motivations crapuleuses, et dépeignent les deux frères comme des fils à papa cupides. Ils tentent de convaincre le jury que le mobile de ce double meurtre était purement financier, puisque José Menendez avait annoncé peu avant aux deux frères qu'ils ne figuraient plus dans son testament ; la législation des USA autorisant en effet à déshériter ses enfants. Pamela Bozanich, l'une des procureurs, affirmera durant le procès que « les hommes ne peuvent pas être victimes d'abus sexuels, parce qu'ils n'ont pas l’anatomie nécessaire pour cela », tandis que Lester Kuriyama, également procureur, laisse sous-entendre que la confusion d'Erik sur son orientation sexuelle a pu être source de conflits au sein de la famille Menendez, et donc pousser les frères à assassiner leurs parents.
Alors que la défense tente de préserver les enregistrements entre les frères Menendez et le Dr Oziel, la Cour décide de s'en servir durant le procès. La poursuite choisit les enregistrements dans lesquels les frères n'évoquent pas les abus sexuels de leur père, mais ceux dans lesquels ils se plaignent de la domination de leur père et le comportement suicidaire de leur mère. Lyle affirme ensuite qu'ils ont « rendu service » à leur mère en la tuant. Lors d'un entretien avec Erik pour analyser son profil, la célèbre chercheuse Ann Burgess affirme que, selon elle, les frères Menendez étaient victimes d'abus physiques et sexuels. Plusieurs psychiatres, qui ont également analysé le profil des frères, affirment que la maturité émotionnelle des deux frères correspond à celle de deux enfants de 8 et 10 ans, en raison de leurs nombreux traumatismes.
Les membres du jury sont divisés en deux catégories : les femmes penchent en faveur d’un homicide involontaire avec circonstances atténuantes, tandis que les hommes y voient un assassinat. Après plus d'un mois de délibérations, le jury n'arrive pas à s’entendre sur un verdict. Le procès est donc annulé en janvier 1994.

### Deuxième procès (1995-1996)
Près de deux ans après l'annulation du premier procès, un deuxième s'ouvre en octobre 1995, suivit d'un terrible « bad buzz ». En effet, l'avis public est altéré lorsqu'une dénommée Norma Novelli publie un ouvrage, baptisé Le journal intime de Lyle Menendez - Dans ses propres mots !, qui rassemble tous les échanges téléphoniques enregistrés avec Lyle dans lesquels il se dit prêt à pleurer de fausses larmes lors du second procès, afin de gagner la compassion du jury. Bien que Lyle affirme que Norma l'a enregistrée à son insu, et qu'il n'a jamais voulu publier un livre, le jeune homme n'est plus autorisé à témoigner lors du procès, puis Jill Lansing refuse de le représenter à nouveau. Par la suite, Jamie Pisarcik, l'ex-fiancée de Lyle, affirme que ce dernier aurait tenté de la convaincre de faire un faux témoignage lors du premier procès mais qu'elle aurait refusé. Il lui aurait ensuite proposé une grosse somme d'argent pour qu'elle déclare avoir été victime d'avances à connotation sexuelle de la part de José Menendez. On découvre ensuite que Lyle aurait également demandé à son ami Brian Eslaminia de faire un faux témoignage lors du premier procès ; les policiers auraient trouvé une lettre de 7 pages dans laquelle il décrit la manière dont il souhaiterait que son ami témoigne.
Ce deuxième procès est moins médiatisé que le premier, notamment parce que le juge Stanley Weisberg interdit les caméras dans le tribunal. Les experts juridiques indiquent que la décision de Weisberg de les bannir est la conséquence du médiatisé « procès du siècle » concernant O. J. Simpson. Le juge ne s'attarde pas sur les accusations d'abus sexuels des frères Menendez à l'encontre de leurs parents, et ne rassemble pas à la barre la cinquantaine de témoignages allant dans ce sens. Cependant, il autorise le jury à reconnaître des circonstances atténuantes concernant le meurtre de José Menendez, mais pas celui de Kitty Menendez. En mars 1996, il ne reste plus que deux options au jury : voter pour la peine de mort ou la perpétuité. À l'unanimité, les jurés votent pour la seconde option. Le 2 juillet 1996, les deux frères sont condamnés à la perpétuité sans libération conditionnelle.

## Détention
Très vite après leur condamnation à perpétuité, le département des services correctionnels et de réhabilitation de Californie décide de séparer les deux frères, et de les envoyer dans deux prisons différentes. Puisqu'ils sont considérés comme des détenus à sécurité maximale, ils sont séparés des autres prisonniers. Lyle est alors détenu à la prison d'État de Mule Creek, tandis qu'Erik est détenu à la prison d'État de Folsom.
En février 2018, Lyle est transféré dans l'établissement correctionnel Richard J. Donovan à San Diego, dans lequel Erik est incarcéré depuis 2013. Détenus séparément pendant plus de vingt et un ans, les deux frères se retrouvent le 4 avril 2018, lorsque Erik est transféré dans la même unité que Lyle,.
En 2018, les deux frères créent une réforme pénitentiaire, baptisée la "Green Space Project", qui aspire à rendre les conditions de vie meilleures en prison en peignant les murs avec des couleurs vives ou encore en plantant des arbres. En 2023, Erik obtient un diplôme universitaire en sciences comportementales et sociales via  l'université de Californie à Irvine, qui propose un programme universitaire pour les détenus de l'établissement correctionnel Richard J. Donovan. Il donne également des cours de méditation, ainsi que des cours d'expression orale. Il est également devenu artiste peintre. Lyle, de son côté, crée en 2016 l'association Adverse Childhood Experience and Rehabilitation (ACER), pour toute personne ayant été victime d'abus en tout genre durant l'enfance. En juin 2024, il obtient également un diplôme universitaire en sociologie via l'université de Californie à Irvine.

## La suite
Entre 1998 et 2005, les frères Menendez épuisent tous leurs droits d'appels, et signent même une habeas corpus, mais en vain. En mai 2023, les deux frères font de nouveau appel, après avoir découvert que leur père aurait abusé sexuellement de Roy Rosselló (en), membre du boys band Menudo (en). En effet, le 18 avril 2023, lors d'un documentaire diffusé dans l'émission Today, Roy Rosselló révèle avoir été drogué puis violé par José Menendez alors qu'il était âgé de 14 ans. La police se retrouve ensuite en possession d'une lettre qu'Erik a écrite en 1988, quelques mois avant le double meurtre, dans laquelle il révèle à son cousin Andy Cano que « les abus sont toujours d'actualité ».
En 2020, durant la pandémie de Covid-19, l'affaire Menendez refait surface sur les réseaux sociaux grâce à la génération Z qui s'intéresse au cas Menendez. Touchés par l'histoire des deux frères, les internautes apportent leur soutien en faisant de nombreux montages sur TikTok avec les images du premier procès, ainsi qu'en signant des pétitions en ligne sur Change.org pour les faire sortir de prison,. En 2024, les deux frères reçoivent même le soutien de Kim Kardashian, Rosie O'Donnell, Cooper Koch ou encore Gypsy Rose Blanchard.
Le 3 octobre 2024, le procureur George Gascón annonce qu'il examine activement l'habeas corpus des deux frères. Lyle et Erik seront entendus le mardi 26 novembre 2024 avec possibilité d'une libération. Les deux frères sont représentés par le célèbre avocat américain Mark Geragos. Le 16 octobre 2024, plus de vingt membres de la famille Menendez se sont réunis pour donner une conférence de presse, afin de demander la libération des deux frères et ont lancé une pétition en ligne « justiceforerikandlyle.org » à l'intention de George Gascón.
Le 24 octobre 2024, le procureur George Gascón annonce qu'il s'apprête à demander à un juge de réexaminer la condamnation des deux frères ; si le juge accepte, ils seront éligibles à une libération conditionnelle. Le 30 octobre 2024, Mark Geragos et le procureur George Gascón demandent au gouverneur de Californie Gavin Newsom de gracier les deux frères ; une audience est fixée au mercredi 11 décembre 2024,. L'audience a été reportée au jeudi 30 janvier 2025. À la suite des incendies de 2025 à Los Angeles, l'audience a été repoussée au jeudi 20 mars 2025.

## Vies personnelles
Le 2 juillet 1996, quelques heures avant la sentence, Lyle épouse l'ancien mannequin, Anna Eriksson, avec qui il communiquait via des lettres en prison. Ils divorcent près de cinq ans plus tard, le 1er avril 2001, après qu'Anna a découvert qu'il l'avait trompée en envoyant des lettres à d'autres femmes. Depuis le 20 novembre 2003, il est marié à Rebecca Sneed, une journaliste avec qui il communiquait depuis plus de dix ans. En novembre 2024, Rebecca Sneed révèle qu'elle est séparée de Lyle depuis plusieurs mois, et qu'il est désormais en couple avec une étudiante britannique âgée de 21 ans, Milly Bucksey.
Depuis le 12 juin 1999, Erik est marié à Tammi Ruth Saccoman - de dix ans son aînée, qu'il fréquente depuis août 1997 après plus de quatre ans de communication via lettres interposées. Tammi a découvert l'affaire Menendez en 1993 durant le premier procès, et a commencé à échanger avec Erik, alors qu'elle était mariée à Chuck Saccoman, avec qui elle a eu une fille, prénommée Talia (née le 1er septembre 1995). En 1996, Tammi découvre que sa fille aînée Lisa, âgée de 18 ans, a été victime d'abus sexuels à l'âge de 15 ans par son mari Chuck Saccoman, qui finit par se suicider en juin 1996, quelques jours après avoir reconnu les faits et accepté de se rendre à la police. À la suite de son mariage avec Tammi, Erik élève Talia comme si elle était sa propre fille. En 2005, Tammi publie un ouvrage, intitulé They Said We'd Never Make It – My Life with Erik Menendez, dans lequel elle raconte les hauts et les bas de son mariage atypique avec Erik.

## Dans la culture populaire

### Documentaires
- 2000 : Menendez Brothers – Blood Brothers sur FilmRise
- 2015 : Barbara Walters Presents: American Scandals – Menendez Brothers: The Bad Sons
- 2016 : Snapped
- 2016 : Les frères Menendez : meurtre à Beverly Hills
- 2017 : Frères de sang dans Chroniques criminelles sur TFX
- 2017 : Truth and Lies: The Menendez Brothers – American Sons, American Murderers sur ABC
- 2017 : The Menendez Murders: Erik Tells All
- 2017 : The Menendez Brothers: Murder in Beverly Hills dans Révélations (How It Really Happened)
- 2020 : How They Were Caught: The Menendez Brothers dans BuzzFeed Unsolved
- 2020 : Les frères Menendez : Les crimes qui ont marqué l'histoire
- 2021 : Inside the Menendez Movement dans 20/20
- 2022 : Menendez Brothers: Misjudged? sur Discovery+
- 2022 : Faut-il sauver les frères Menendez ?
- 2023 : Menendez + Menudo: Boys Betrayed sur Peacock
- 2024 : The Menendez Brothers’ Fight for Freedom dans 48 Hours
- 2024 : Mastermind: To Think Like A Killer
- 2024 : Les Frères Menendez sur Netflix

### Filmographie
- 1994 : Menendez : A Killing in Beverly Hills, téléfilm réalisé par Larry Elikann
- 1994 : Honor Thy Father and Mother: The True Story of the Menendez Murders, téléfilm réalisé par Paul Schneider
- 2017 : Les Frères meurtriers: L'affaire Menendez, téléfilm réalisé par Fenton Bailey et Randy Barbato pour Lifetime
- 2017 : Law & Order True Crime: L'affaire Menendez, minisérie de 8 épisodes réalisée par Dick Wolf pour NBC
- 2024 : Monstres : L'histoire de Lyle et Erik Menéndez, minisérie de 9 épisodes réalisée par Ryan Murphy pour Netflix. À la suite de la sortie de la série en septembre 2024, Erik exprime via un communiqué sa déception. Il qualifie la série de « malhonnête », puis s'en prend à Ryan Murphy, dont il juge le travail de « naïf et inexact », doutant des intentions du réalisateur[80].

### Audio
- 2016 : un épisode leur est dédié dans le podcast The Last Podcast on the Left.
- Une série podcast sur l'affaire, intitulée Murder and the Menendez Brothers, est diffusée sur Court TV.
- 2024 : plusieurs épisodes leur sont dédiés dans le podcast You Can't Make This Up.